# ドラゴン・キングダム
『ドラゴン・キングダム』（原題：The Forbidden Kingdom）は、2008年公開の米中合作映画。ジャッキー・チェン、ジェット・リー初共演の武侠カンフー映画である。中国語題は『功夫之王』。
西遊記に登場する孫悟空や如意棒、更に八仙や白髪魔女伝のキャラクターをモチーフとしている作品。
ジャッキー・チェンとジェット・リーが共演するという案は、15年前からあったが、実現しなかった。記者発表会でジェット・リーが「この15年はとても長かった」と感慨深げに語ったことがある。中国では、双J計画（二人の英語名の頭文字、Jackie ChanとJet Liを取った）として大々的なプロモーションが組まれた。

## ストーリー
現代のボストン。カンフー映画の海賊版を探しにきた中華街の質屋でカンフー・マニアの高校生のジェイソン・トリピティカス（マイケル・アンガラノ）は光っている棒に目をとめる。それは夢の中でモンキー・キング〈孫悟空〉（ジェット・リー）が使っていた金の棒（如意棒）だった。店主の老人ホップ（ジャッキー・チェン）によると彼の一族が代々引き継いで持ち主を待っているという。
帰り道にクラスメートの不良たちにつかまったジェイソンはヘナチョコぶりを見破られて質屋強盗の手引きをさせられる。店内を物色する少年たちのリーダーはピストルでホップを撃ち、ジェイソンは倒れたホップからあの金の棒を託されたが、ギャングから逃げるうちにビルの屋上から墜落。
意識を取り戻すと自分が古代中国に似た異世界キングダム（Forbidden Kingdom/禁忌王国）にいることを知る。驚く間もなくジェイド将軍（孫悟空の敵）の軍団に如意棒を狙われ捕まりそうになるが通りかかったルー・ヤン（ジャッキー・チェンの二役）の酔拳に助けられた。
悪党を倒し孫悟空を救う使命を知ったジェイソンは、将軍を敵と狙うゴールデン・スパロー（リウ・イーフェイ）、白衣の道士であるサイレント・モンク（ジェット・リーの二役）と出会う。モンクも孫悟空を救うために旅をする強者だった。
ルー・ヤンとサイレント・モンクという最強の2人を師としたジェイソンは対決に向けて特訓を始めるが、そこで未熟な若者は訓練でボコボコにされる映画の定石を自分の身体で知ることになる。

## 出演者
| 役名 （中華圏での役名）                                       | 俳優                 | 日本語吹替 |
| ------------------------------------------------------------- | -------------------- | ---------- |
| ジェイソン・トリピティカス （杰森）                           | マイケル・アンガラノ | 浪川大輔   |
| ルー・ヤン （酔仙盧炎） / オールド・ホップ （盧炎質屋の店主） | ジャッキー・チェン   | 石丸博也   |
| サイレント・モンク （默僧）、孫悟空                           | ジェット・リー       | 池田秀一   |
| ゴールデン・スパロウ （金燕子） / 中華街の女の子              | リウ・イーフェイ     | 小林沙苗   |
| ジェイド将軍 （玉疆戦神）                                     | コリン・チョウ       | 小山力也   |
| ニチャン （白髪魔女・霓裳）                                   | リー・ビンビン       | 深見梨加   |
| ルポ （ギャングのリーダー）                                   | モーガン・ブノワ     |            |

- 日本公開時のパンフレットには、劇場公開では吹替版が製作されず、公開されていないにもかかわらずジャッキー・チェンのフィックス声優である石丸博也と、ジェット・リーを数多く担当している池田秀一の数ページに渡る対談が掲載されている。特にジェットはハリウッド進出後、池田が担当した作品のほうが少なくなっていたが、後に製作されるDVD版吹替は、この2人の起用となり、また本作以降、池田は正式にジェットのフィックスとなった。
- 日本語吹替版の演出家である市来満は、フリーの音響監督であったが、無類のカンフー映画好きであり、この映画の吹替版製作の際は自ら名乗りを挙げてこの作品の演出を担当した[3]。

## スタッフ
- 監督 - ロブ・ミンコフ
- アクション監督 - ユエン・ウーピン
- 製作 - ケイシー・シルヴァー
- 製作総指揮 - ラファエラ・デ・ラウレンティス、ライアン・カヴァノー、マイケル・パサーネク、リンウッド・スピンクス、ワン・チョンジュン、ユエン・ウーピン
- 脚本 - ジョン・フスコ
- 編集 - エリック・ストランド
- 音楽 - デヴィッド・バックリー
- 撮影 - ピーター・パウ
- プロダクションデザイン - ビル・ブルゼスキー
- 衣装 - シャーリー・チャン
- プロダクションデザイン - ビル・ブルゼスキー

## 公開・興行
2008年4月4日にAFIダラス映画祭にて上映されたのち、アメリカでは2008年4月18日に3151館で公開され、週末興行成績（金曜-日曜）で2140万ドル（約22億円）で初登場1位となり、トップ10内には5週間入り続けた。
日本では2008年7月26日に丸の内プラゼール・新宿ピカデリー系列ほかで公開された。それに先立ち7月10日に丸の内ピカデリー1にてチャリティ・ジャパン・プレミアが行われ、ジャッキー・チェンとロブ・ミンコフ監督が登壇し、入場料全額が四川大地震の被害地復興のため寄付された。
香港では2008年4月24日に48館で公開され、週末興行成績（木曜-日曜）で初登場1位になった。中国では4月24日に公開され、週間興行成績で初登場から2週連続（2008年4月21日-4月27日、4月28日-5月4日）で1位となり、初日の興行成績は史上最高記録となった。台湾では週末興行成績（土曜-日曜）で初登場1位（2008年4月26日-4月27日）となった。シンガポールでは4月17日に55館で公開され、週末興行成績（木曜-日曜）で初登場から2週連続で1位となった。

## エピソード
- ジェイド将軍役を演じたコリン・チョウは『SPIRIT』でも主人公・霍元甲の父親役でジェット・リーと共演している。その他『ターゲット・ブルー』『冒険王』などの作品も合わせて6度目の共演となった。
- ゴールデンスパロウ（金燕子）役を演じたリウ・イーフェイの母親も王母娘娘という役で一瞬だけ出演している。